# Боршевичі
Борше́вичі — село в Україні, у Самбірському районі Львівської області. Населення становить 328 осіб (у 1928 р. проживало 656 осіб, серед яких 26 римо-католиків та 12 євреїв). Орган місцевого самоврядування — Добромильська міська рада.

## Історія
У 1872 р. біля Боршевичів було прокладено так звану Першу угорсько-галицьку залізницю. Село дуже постраждало за часу Першої світової війни, оскільки звідси було недалеко до фортеці Перемишль, біля якої точилися запеклі бої між російськими й австро-угорськими військами.

## Храм
У селі є церква, збудована 1852 року. Названа вона на честь свята Успіння Пресвятої Богородиці. Належить парафії ПЦУ.

## Цікаві факти

Водяний млин на річці Вирві у с. Боршевичах (малюнок В. І. Шагала, 1970-ті роки)

- Колись у селі працював унікальний водяний млин. Це був двоповерховий мурований млин, унікальність якого полягала в тому, що, на відміну від більшості таких споруд, млинівка (канал, яким іде вода з річки до водяного колеса) проходила не збоку млина, а під ним — спеціальним тунелем (дивись фото). У тунелі було встановлено не традиційне колесо, а турбіну. Цей млин збудував уродженець села Клоковичі (за 6 км від Боршевичів, тепер Польща) Іван Ґалата, який жив у кінці XIX на початку XX сторіччя. Був це самоук — умів складати плани, кошториси та вести будівництво. Він побудував декілька млинів, церков і державних та приватних будинків, брав участь у спорудженні фортеці Перемишль. Після приходу радянської влади та організації колгоспу боршевицький млин був ліквідований. На жаль, водяний млин не зберігся до сьогоднішнього дня.

- Мешканці Боршевичів розмовляють доволі рідкісним надсянським говором, який належить до південно-західного наріччя української мови.